# Heidekrautbahnmuseum
Das Heidekrautbahn-Museum ist eine im Jahr 2000 eröffnete Einrichtung auf dem Gelände des Bahnbetriebswerks der Niederbarnimer Eisenbahn (NEB, „Heidekrautbahn“) in Basdorf. Eisenbahnliebhaber, die sich bereits 1978 in Vorbereitung einer Bummelzugfahrt zur Interbau 1984 in Reinickendorf zum Verein Berliner Eisenbahnfreunde e.V.  zusammengeschlossen hatten, haben das Museum zusammen mit dem Förderverein Heidekrautbahn e.V. im Jahr 1996 gegründet. Sammelschwerpunkte des Museums sind Exponate zur Geschichte der Heidekrautbahn und zur Geschichte der Industriebahn Tegel-Friedrichsfelde.

## Lage und Beschreibung
Das technische Museum befindet sich im Ortsteil Basdorf der Gemeinde Wandlitz, An der Wildbahn 2 a in Gebäuden des Bahnbetriebswerks. Zum Museum gehören Lokomotiv- und Wagenhallen mit Fahrzeugen, Stelleinrichtungen, ein Signalgarten und eine mit Handkurbel betriebene Halbschrankenanlage auf dem Freigelände. In den Ausstellungsräumen (erste Etage und ausgebautes Atrium im Erdgeschoss) finden die Besucher Gegenstände und Texte zur Geschichte der Niederbarnimer Eisenbahn AG, die die konkrete Entwicklung des Bahnnetzes der Heidekrautbahn mit den Oberbauten, den Bahnhöfen und der technischen Ausstattung nachzeichnen. Des Weiteren sind zeittypische Eisenbahneruniformen, Fotos, Fahrpläne und Fahrkarten, Originalteile ausrangierter Züge und Fahrzeugmodelle zu sehen. Auch Exponate aus anderen Eisenbahn-Sammlungen hat das Museum inzwischen übernommen.
Besonders stolz sind die Vereinsmitglieder, die alle ehrenamtlich tätig sind, auf folgende Exponate:

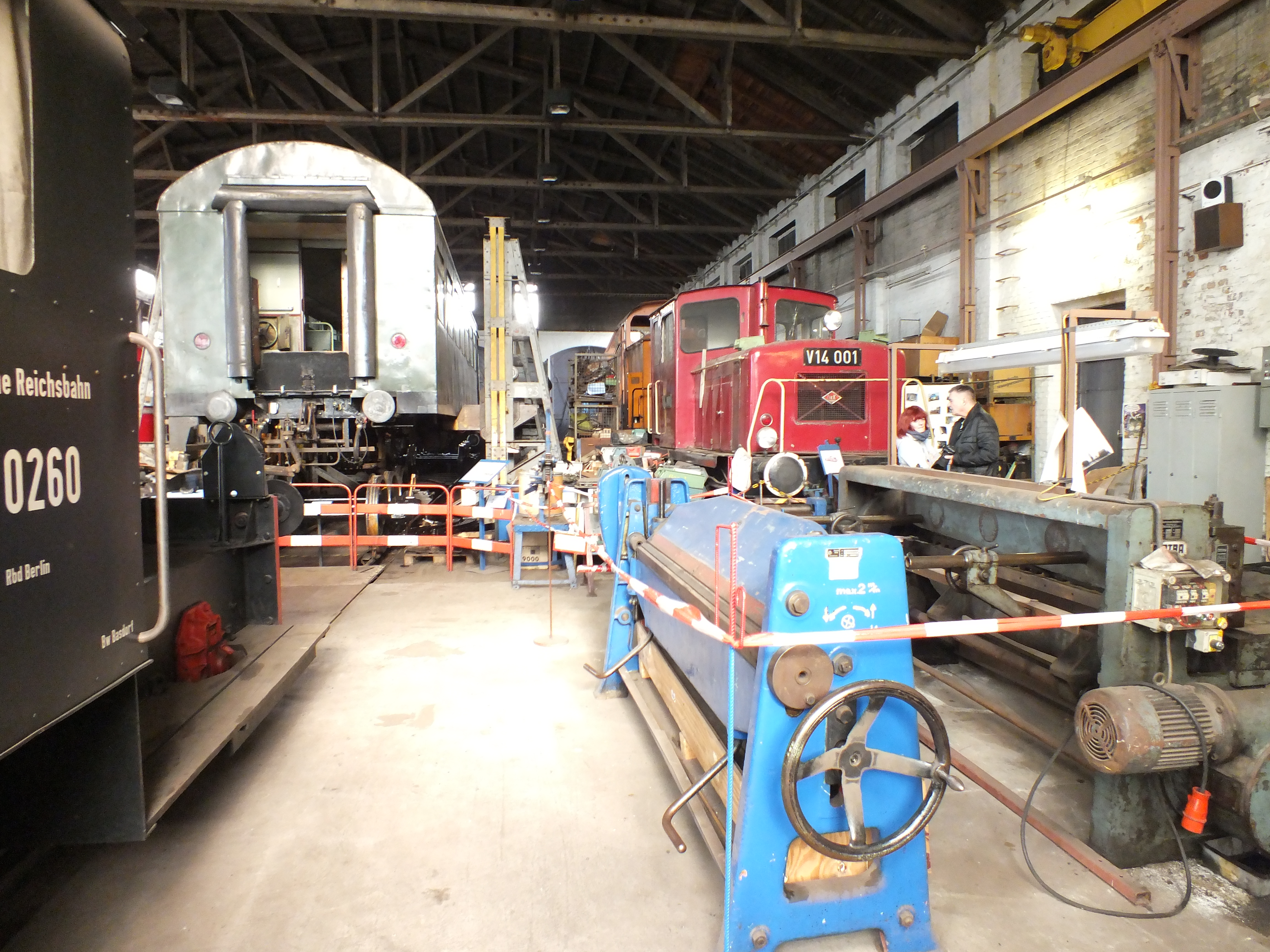
Fahrzeuge in der Ausstellungshalle des Museums

- 1925er Hanomag-Dampflokomotive aus dem österreichischen Ampflwang,[1] im Jahr 2017 nicht fahrtüchtig
- 1957er Dampflokomotive, DR-Baureihe 65.10, vom Lokomotivbau Karl Marx Babelsberg,
- zwei 1954er Schienenbusse, darunter ein aus Lottomitteln gespendeter VT 95 der Deutschen Bundesbahn,
- acht Diesellokomotiven aus den Baujahren 1934 bis 1978 in verschiedenen Größen, Zugstärken und von verschiedenen deutschen Herstellern,
- 15 Personen- und Güterwagen aus den Jahren 1899 bis 1965[2]
- Diorama, das einen Teil des ehemaligen Betriebsgeländes der Berliner Eisenbahnfreunde in Berlin-Reinickendorf, Waldstraße, darstellt,

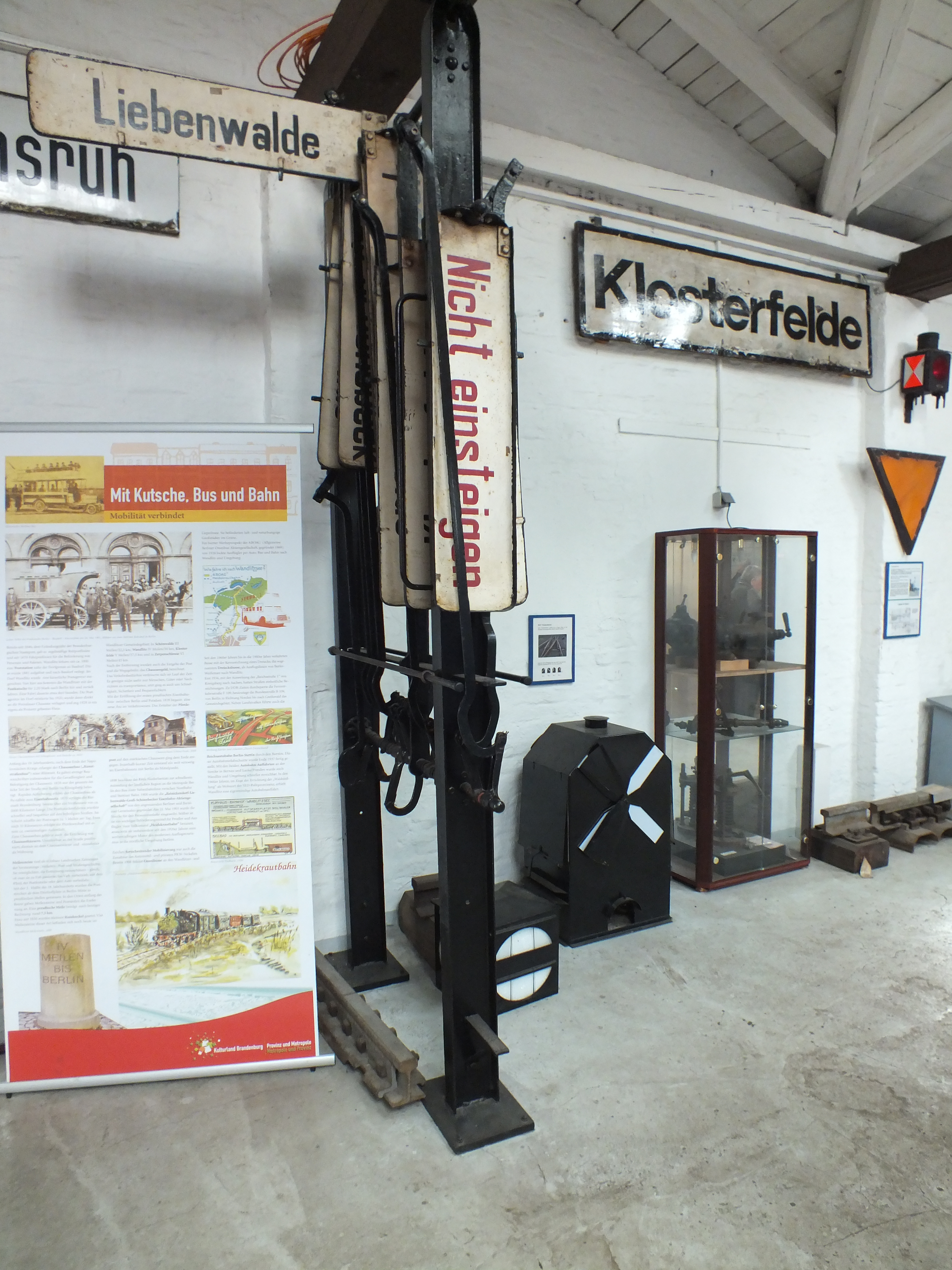
Zugzielanzeiger vom Bh. Basdorf im Museum

- den letzten mechanischen Zugzielanzeiger der NEB (Hampelmann) vom Bahnhof Basdorf
- Läutewerk,
- umfangreiche Foto- und Dokumentensammlung über die Heidekrautbahn aus den letzten Jahrzehnten des 20. Jahrhunderts.
- das elektro-mechanische Stellwerk vom Bahnhof Basdorf

Die Fahrzeuge werden vom Verein regelmäßig gewartet und einige kommen im Lauf eines Jahres auf verschiedenen Sonderfahrten zum Einsatz.
Natürlich ist auch die Vereinsgeschichte der Berliner Eisenbahnfreunde anschaulich dargestellt.
Das Museum ist zwischen April und Ende Oktober jeweils am Sonnabend (11 bis 18 Uhr) geöffnet.

## Geschichte des Museums
Zusammen mit dem Förderverein Heidekrautbahn e.V. bauten die Mitglieder des Vereins Berliner Eisenbahnfreunde die frühere Lehrlingswerkstatt des Bahnbetriebswerks in Basdorf zu einem kleinen Schauraum aus, der zu Himmelfahrt im Jahr 2000 für die Öffentlichkeit freigegeben wurde. Langfristig strebt das Museum eine Vergrößerung der Ausstellungsflächen und damit einen besseren Standort an.
Parallel zur Sammlung und Sichtung von Exponaten und rollendem Material restaurieren die Bahnfreunde mit hohem persönlichem Aufwand auch Fahrzeuge und fahren diese meist selbst. Und sie betreuen das Museum. Kompetente Vereinsmitglieder geben umfassende Auskünfte, freuen sich außerdem über Gaben oder Hinweise von Besuchern.
Einmal jährlich findet auf dem Bahngelände in Basdorf ein gut besuchtes Museumsfest statt.

## Museumsfahrten
Die Berliner Eisenbahnfreunde hatten bereits in den 1980er Jahren auf dem stillgelegten Ast der Industriebahn in Berlin-Lübars–Tegel einen Museumsfahrbetrieb eröffnet. Gleich nach der Wende, ab 1. September 1990 organisierte der Verein dann auf dem für den Personenverkehr stillgelegten südlichen Streckenabschnitt der Heidekrautbahn Museumsfahrten. Als Zugmaschinen eingesetzt werden dafür die vorhandenen Dampflokomotiven oder Schienenbusse ab dem provisorischen Haltepunkt Märkisches Viertel am Wilhelmsruher Damm, der unweit des ehemaligen Bahnhofs Berlin-Rosenthal gelegen ist. Die Fahrten enden auf dem Museumsgelände in Basdorf.

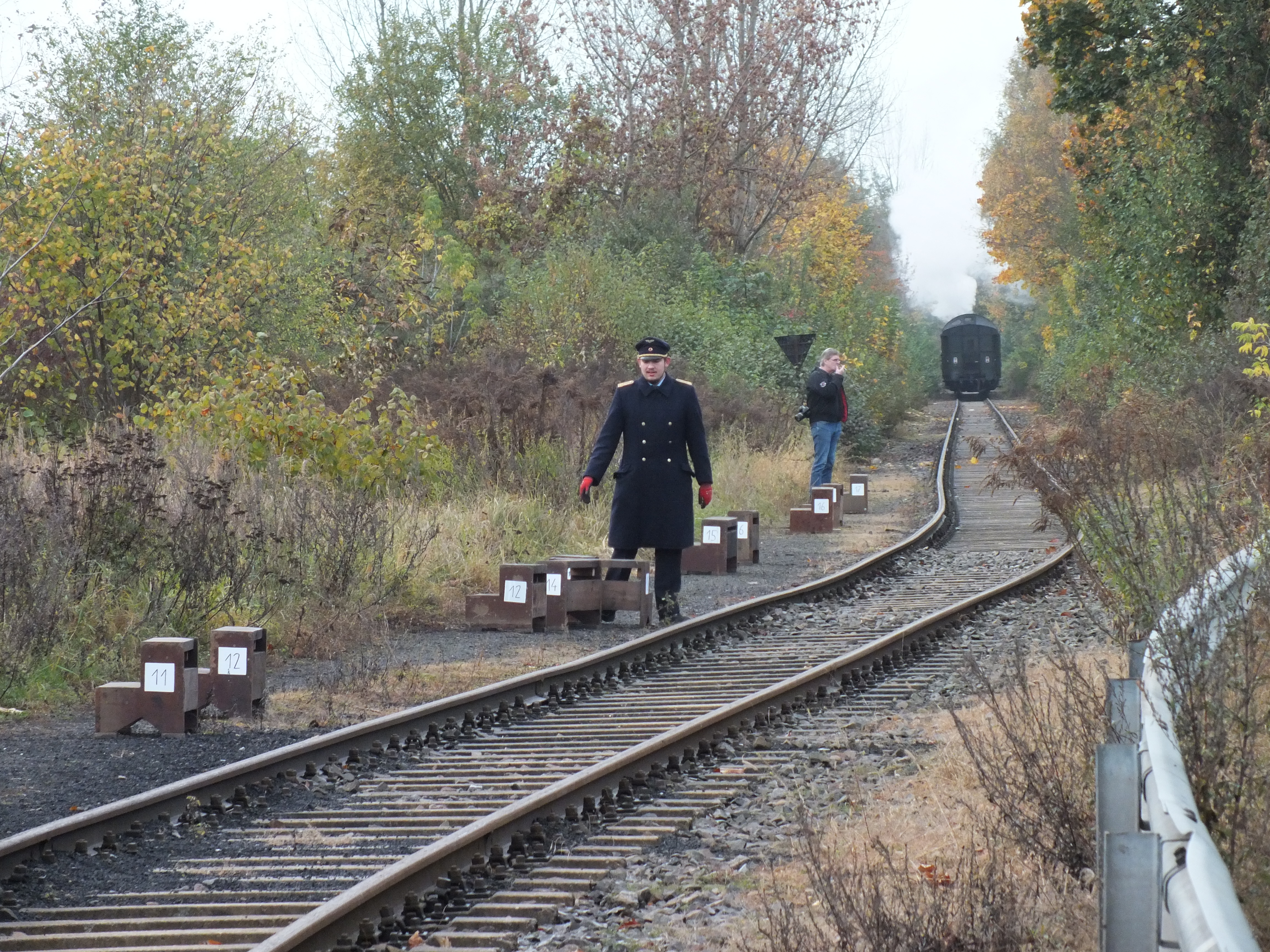
Haltepunkt Wilhelmsruher Damm

Die Traditionsfahrten mit einer fahrbereiten Dampflokomotive werden von Interessenten aller Altersgruppen gut angenommen.
Durchschnittlich finden pro Jahr 20 Sonderfahrten statt.